# Scotodonta furva
Scotodonta furva är en fjärilsart som beskrevs av Alfred Ernest Wileman 1910. Scotodonta furva ingår i släktet Scotodonta och familjen tandspinnare. Inga underarter finns listade.